# 黙示録 (マハヴィシュヌ・オーケストラのアルバム)
『黙示録』（原題：Apocalypse）は、1974年にリリースされたマハヴィシュヌ・オーケストラの4枚目のアルバム。

## 解説
本作は第二期マハヴィシュヌ・オーケストラとロンドン・シンフォニー・オーケストラによって演奏されている。ジョージ・マーティンがプロデュースし、「これまでに作った最高のレコードのひとつ」と振り返っている。
裏表紙にはシュリ・チンモイの詩と、アルバムを制作したメンバーのグループ写真が掲載されている。

## 収録曲
全曲ジョン・マクラフリンによる作曲。「彼方からの微笑み」マハラクシュミ・イブ・マクラフリン作詞。
1. 愛は力 – "Power of Love" – 4:36
2. 幻視（まぼろし）は裸の剣（つるぎ） – "Vision is a Naked Sword" – 14:16
3. 彼方からの微笑み – "Smile of the Beyond" – 7:56
4. 業（カルマ）の翼 – "Wings of Karma" – 6:12
5. 讃歌（ほめうた） – "Hymn to Him" – 19:23

## 参加ミュージシャン

### マハヴィシュヌ・オーケストラ
- ジョン・マクラフリン (John McLaughlin) - ギター
- ゲイル・モラン（Gayle Moran） – キーボード、ボーカル
- ジャン＝リュック・ポンティ（Jean-Luc Ponty） – ヴァイオリン
- ラルフ・アームストロング（Ralphe Armstrong） – ベース
- ナラダ・マイケル・ウォルデン（Narada Michael Walden） – ドラム

### その他のミュージシャン
- マイケル・ティルソン・トーマス (Michael Tilson Thomas) - 指揮、ピアノ
- マイケル・ギブス (Michael Gibbs) - オーケストレーション
- マーシャ・ウエストブルック (Marsha Westbrook) - ヴィオラ
- ジョージ・マーティン (George Martin) - プロデューサー
- キャロル・シャイブ (Carol Shive) - ヴァイオリン、ボーカル
- フィリップ・ハーシ (Philip Hirschi) - チェロ、ボーカル
- ジェフ・エメリック (Geoff Emerick) - エンジニア

## チャートランキング
アルバム
ビルボード (アメリカ)
| 年   | チャート         | 順位 |
| ---- | ---------------- | ---- |
| 1974 | ジャズ・アルバム | 10   |
| 1974 | ポップ・アルバム | 43   |